# Trimetilglicină
Trimetilglicina sau betaina este un compus organic derivat de la aminoacidul glicină, regăsit în plante. A fost primul compus din clasa betainelor care a fost descoperit. Denumirea provine de la faptul că a fost identificat în sfecla de zahăr (Beta vulgaris) în secolul al XIX-lea.

## Proprietăți
Sub formă de clorhidrat, se prezintă sub forma unei substanțe cristaline, albe, solubile în apă. Este folosit în anaclorhidrie, asociat cu pepsină.
Prin demetilare formează dimetilglicină.